# Orlando finto pazzo
Orlando finto pazzo est un opéra en trois actes d'Antonio Vivaldi avec un livret de Grazio Braccioli, d'après Orlando innamorato de Boiardo. La première représentation eut lieu au Teatro Sant'Angelo de Venise en 1714. Cet opéra est le premier de Vivaldi créé à Venise. Le numéro du Catalogue Ryom de cette œuvre est le RV 727.

## Personnages
| Rôle        | Voix              | Interprètes de la création                |
| ----------- | ----------------- | ----------------------------------------- |
| Orlando     | basse             | Anton Francesco Carli                     |
| Ersilla     | soprano           | Margherita Gualandi, dite « la Campioli » |
| Origille    | contralto         | Anna Maria Fabbri                         |
| Tigrinda    | soprano           | Elisabetta Denzio                         |
| Argillano   | contralto castrat | Andrea Pacini                             |
| Grifone     | soprano castrat   | Francesco Natali                          |
| Brandimarte | soprano castrat   | Andrea Guerri                             |

## Enregistrements
- Antonio Abete, basse (Orlando), Gemma Bertagnolli, soprano (Ersilla), Marina Comparato, mezzo-soprano (Tigrinda), Manuela Custer, mezzo-soprano (Argillano), Sonia Prina, contralto (Origille), Martin Oro, contre tenor (Grifone), Marianna Pizzolato, mezzo-soprano (Brandimarte), Chœur du Teatro Regio di Torino - Academia Montis Regalis dirigée par Allessandro De Marchi (2003, Naïve OP30392 « Tesori del Piemonte, Vol. XXI »)

## Sources
- (en) Reinhard Strohm, The operas of Antonio Vivaldi, 2 vol., Florence, Olschki, 2008.  (ISBN 978-88-222-5682-9)